# Waldbach (Gürzenicher Bach)
Der Waldbach, im Unterlauf Trierbach, ist ein 3,4 km langer, orografisch rechter Nebenfluss des Gürzenicher Bachs in Nordrhein-Westfalen, Deutschland. Der Bach fließt vollständig im Stadtgebiet von Düren.

## Geographie
Der Waldbach entspringt im Südosten des Bundeswehrdepots Gürzenich auf einer Höhe von 165 m ü. NN. Von hier aus fließt der Bach windungsreich in nordöstliche Richtungen. Nach etwa 2,4 km Flussstrecke mündet linksseitig der aus Westen kommende, gleichnamige Waldbach. Unterhalb der Mündung wird der Bach Trierbach genannt. Weiter in nordöstliche Richtungen fließend erreicht der Bach Gürzenich. Nach der Unterquerung des Trierbachweges mündet der Bach unterirdisch in den Gürzenicher Bach. Die Mündung liegt auf einer Höhe von 135 m ü. NN. Bei einer Länge von 3,4 km beträgt das mittlere Sohlgefälle 8,8 ‰.